# 第61回トニー賞
第61回トニー賞（The 61st Tony Awards）は2007年6月10日にニューヨークのラジオシティ・ミュージックホールで行われた。テレビはCBSで午後8時（JST:6月11日午前9時）から約3時間にわたって放送された。
ミュージカル部門は最多候補だった『春のめざめ』が8部門を受賞した。また、演劇部門では大作演劇『コースト・オブ・ユートピア-ユートピアの岸へ』が10部門中7部門を独占。演劇部門の最多受賞記録を樹立した。

## 主要受賞結果

### ミュージカル部門
- 作品賞：『春のめざめ』
- 再演賞：『カンパニー』
- 主演男優賞：デヴィッド・ハイド・ピアース - 『カーテンズ』
- 主演女優賞：クリスティーン・エバーソール - 『グレイ・ガーデンズ』
- 助演男優賞：ジョン・ギャラガー - 『春のめざめ』
- 助演女優賞：メアリー・ルイーズ・ウィルソン - 『グレイ・ガーデンズ』
- 演出賞：マイケル・メイヤー - 『春のめざめ』
- 振付賞：ビル・ジョーンズ - 『春のめざめ』
- 脚本賞：スティーブン・サテラ - 『春のめざめ』
- 作詞・作曲賞：ダンカン・シーク&スティーブン・サテラ - 『春のめざめ』

### 演劇部門
- 作品賞：『コースト・オブ・ユートピア-ユートピアの岸へ』
- 再演賞：『旅路の果て』
- 主演男優賞：フランク・ランジェラ - 『フロスト/ニクソン』
- 主演女優賞：ジュリー・ホワイト - The Little Dog Laughed
- 助演男優賞：ビリー・クラダップ - 『コースト・オブ・ユートピア-ユートピアの岸へ』
- 助演女優賞：ジェニファー・エール - 『コースト・オブ・ユートピア-ユートピアの岸へ』
- 演出賞：ジャック・オブライエン - 『コースト・オブ・ユートピア-ユートピアの岸へ』